# توماس اسپینلی
توماس اسپینلی (انگلیسی: Tomás Spinelli؛ زادهٔ ۱۶ نوامبر ۱۹۹۳) بازیکن فوتبال اهل آرژانتین است.